# 王妃の館
『王妃の館』（おうひのやかた）は、浅田次郎の長編小説。女性月刊雑誌『メイプル』に1998年5月号から2001年4月号まで連載され、2001年7月26日に集英社から上下巻で刊行された。2004年6月1日には集英社文庫版が、同じく上下巻で発刊された。
2015年に水谷豊主演で映画化され、2017年に宝塚歌劇団で舞台化された。

## あらすじ
パリはヴォージュ広場(fr)の片隅にたたずむ、ルイ14世が寵姫のために建てたという「王妃の館（シャトー・ドウ・ラ・レーヌ）」(fr)。今は様々な著名人が泊まった一見さんお断りの高級ホテルとして鎮座する。
しかし、実は現在の懐事情は芳しくない。そこへ日本の倒産寸前の旅行会社がホテルを抱き込み、ダブルブッキングのツアーを企画・実行する。昼に滞在する客（光（ポジ）ツアー）には10日間で150万円、夜に滞在する客（影（ネガ）ツアー）は19万円という格差があるツアーを、ダブルブッキングがバレないように両方の組が鉢合わせしないようにして行ったのだ。そんなことを知らずにツアーに参加した客は、みな訳ありや癖がある者ばかり。
物語は、取材のためにツアーに参加した作家・北白川右京の創作などの、ルイ14世と愛妾ディアナ、そして2人の息子のプティ・ルイの話を織り交ぜながら、ドタバタ劇が繰り広げられる。

## 映画
映画『王妃の館』は、2015年4月25日公開の日本の映画。主演は水谷豊。
全国258スクリーンで公開され、2015年4月25日、26日の初日2日間で興収5,050万8,500円、動員4万440になり、映画観客動員ランキング（興行通信社調べ）で初登場第8位となった。

### 製作
2014年6月23日から20日間、パリでロケを敢行し、7月24日にクランクアップを迎えた。パリでは、ルーヴル美術館、セーヌ川などの観光名所で撮影が行われたほか、ヴェルサイユ宮殿を休館日を利用して1日貸切でロケが行なわれた。ヴェルサイユ宮殿で日本映画のロケが行なわれたのは初めてである。舞台となったホテルの外観にはマレ地区ヴォージュ広場前にある"パヴィヨン・ド・ラ・レーヌ"が使われた。
水谷が演じた役名の「右京」は、彼の代表作でもある『相棒』の役名と同じだが、原作者の浅田は、執筆当時は水谷が後に演じることは想定しておらず、偶然の一致だったとコメントしている。

### キャスト
- 北白川 右京 / ムノン - 水谷豊
- 朝霧 玲子 - 田中麗奈
- 桜井 香 - 吹石一恵
- ミチル - 安達祐実
- 戸川 光男 - 尾上寛之
- 近藤 誠 - 青木崇高
- クレヨン - 中村倫也
- 香取 良男 - 山中崇史
- 早見 りつ子 - 野口かおる
- 美雪 - 大川春菜
- 金沢 貫一 - 緒形直人
- 丹野 二八 - 石橋蓮司
- ディアナ - 安田成美
- 侍従長 - 井之上隆志
- オーギュスト - 菊池銀河
- 黒いドレスの女 - 魏涼子
- プティ・ルイ - 山田瑛瑠
- ルイ14世 - 石丸幹二

### スタッフ
- 原作：浅田次郎「王妃の館 上・下」（集英社文庫）
- 監督：橋本一
- 脚本：谷口純一郎、国井桂
- 音楽：佐藤準
- エンディング曲：小野リサ「PLAISIR D'AMOUR」（ドリーミュージック）
- 後援：在日フランス大使館、アンスティチュ・フランセ日本
- 制作プロダクション：ディグ
- 配給：東映
- 製作：「王妃の館」製作委員会（テレビ朝日、トライサム、東映、木下グループ、東映ビデオ、ディグ、電通、朝日放送、メ〜テレ、集英社、北海道テレビ放送、九州朝日放送、広島ホームテレビ）

## 舞台

### 宝塚歌劇
『王妃の館　- Château de la Reine -』のタイトルで、2017年に宝塚歌劇団宙組公演として、宝塚大劇場と東京宝塚劇場で上演。脚本・演出は田渕大輔、主演は朝夏まなと。併演は『VIVA! FESTA!』（作・演出は中村暁）。
宙組トップ娘役の実咲凜音の退団公演となる。

#### キャスト（宝塚歌劇）
（）内は新人公演キャスト。
- 北白川 右京 - 朝夏まなと（留依蒔世）
- 桜井 玲子 - 実咲凜音（遥羽らら）
- ルイ14世 - 真風涼帆（鷹翔千空）
- 岩波 - 一樹千尋（穂稀せり）
- 下田 幸次 - 寿つかさ（秋奈るい）
- 下田 ふさ子 - 美風舞良（天瀬はつひ）
- 早見 リツ子 - 純矢ちとせ（小春乃さよ）
- 岩波 正枝 - 花音舞（華雪りら）
- 近藤 誠 - 澄輝さやと（優希しおん）
- カンカンの踊り子 - 綾瀬あきな
- 丹野 二八 - 凛城きら（潤奈すばる）
- ムノン - 松風輝（水香依千）
- 金沢 貫一 - 愛月ひかる（瑠風輝）
- アコーディオン弾き - 星吹彩翔（澄風なぎ）
- アンヌ・ドートリッシュ - 瀬音リサ（はる香心）
- マリー・テレーズ - 愛白もあ（花宮沙羅）
- クレヨン〔黒岩源太郎〕- 蒼羽りく（愛海ひかる）
- カンカンの踊り子 - 結乃かなり
- カンカンの歌手 - 風馬翔（若翔りつ）
- デュラン - 美月悠（朝日奈蒼）
- カンカンの踊り子 - 花咲あいり
- 花屋 - 桜音れい
- ホテルの従業員 - 星月梨旺
- カンカンの踊り子 - 愛咲まりあ
- ギャルソン - 春瀬央季
- 戸川 光男 - 桜木みなと（希峰かなた）
- ギャルソン - 実羚淳
- 丹野 真夜 - 彩花まり（雪乃かさり）
- カンカンの踊り子 - 涼華まや
- ホテルの従業員 - 朝央れん
- ディアナ - 伶美うらら（星風まどか）
- ホテルの従業員 - 七生眞希
- ピエール - 和希そら（真名瀬みら）
- ギャルソン - 留依蒔世
- プティ・ルイ- 遥羽らら（水音志保[注 1]）
- ギャルソン - 瑠風輝
- ミチル - 星風まどか（華妃まいあ）